# (11391) 1998 VA35
1998 في أي 35 (ويعرف أيضًا باسم (11391) 1998 في أي 35 وفق تسمية الكوكب الصغير) (بالإنجليزية: 1998 VA35)‏ هو كويكب ضمن حزام الكويكبات؛ وترتيبه 11391 من حيث الاكتشاف.
اكتُشف هذا الجُرم الفلكي بواسطة هيروشي كانيدا في 12 نوفمبر 1998.

## وصلات خارجية
- (11391) 1998 VA35 في قاعدة بيانات مختبر الدفع النفاث لأجرام النظام الشمسي الصغيرة

- الاكتشاف · مخطط المدار ·  العناصر المدارية · المعلمات المادية

- (11391) 1998 VA35 على موقع ويكي سكاي: DSS2, SDSS, GALEX, IRAS, Hydrogen α, X-Ray, Astrophoto, Sky Map, Articles and images